# Musique du Royal 22e Régiment
La Musique du Royal 22e Régiment est une unité de musiciens de la Force régulière des Forces canadiennes basée à la garnison Valcartier au Québec et assignée au Groupe de soutien de la 2e Division du Canada (GS 2e Div CA) depuis 2006. Elle est la seule musique militaire régulière francophone au Canada.
La Musique du Royal 22e Régiment participe chaque année aux cérémonies de la relève de la Garde à la Citadelle de Québec depuis 1945.

## Histoire
Le Royal 22e Régiment est fondé en octobre 1914, au début de la Première Guerre mondiale. Des musiciens recrutés au sein même du R22eR constituèrent alors un corps de musique actif en Europe, sur le théâtre des opérations durant le conflit.   
Huit ans plus tard, le lieutenant-colonel Henri Chassé, commandant du R22eR, obtient qu’une musique permanente lui soit définitivement adjointe. C’est ainsi que, le 24 juillet 1922, naquit la Musique du Royal 22e Régiment. Le capitaine Charles O’Neill, talentueux chef d’orchestre et compositeur, y est nommé directeur musical.  
Dès le 5 juin 1923, des concerts sont présentés de façon régulière sur la terrasse Dufferin; d’autres sont également offerts au Château Frontenac, remportant chaque fo/is un franc succès. En novembre 1923, la formation se fait entendre à Montréal, au Théâtre Orpheum d’abord, et à la station CKAC. Dès lors, la Musique du R22eR n’a cessé de voyager, se produisant dans diverses villes canadiennes ainsi qu’à l’étranger, notamment à Washington dès l’année 1927. En décembre 1937, Charles O’Neill prend sa retraite et cède la place à Edwin Bélanger. Prix d’Europe, violoniste et chef d’orchestre, ce dernier demeure en poste jusqu’en 1961.  
Au cours de la Seconde Guerre mondiale, la Musique du R22eR est essentiellement mise à contribution pour l’entraînement des troupes, mais également pour favoriser le recrutement.  Malgré ses devoirs militaires exigeants, la popularité de l’ensemble ne cesse pour autant de grandir.
Après la Guerre, la Musique du R22eR se fait entendre à l’inauguration du Colisée de Québec en 1949, accompagne les troupes canadiennes en Corée, puis, en 1953, effectue un long voyage en Europe, à l’occasion des cérémonies entourant le couronnement de la reine Élisabeth II. Au cours de ce périple, la Musique se produit aux Pays-Bas, en Allemagne et ailleurs au Royaume-Uni.
En 1954, le capitaine Edwin Bélanger et ses musiciens entreprennent des tournées à travers le Québec. Ces « galas artistiques militaires » ne se limitent pas à la fanfare, mais intègrent également des solistes de renom. Parmi eux, le ténor Pierre Boutet, les Collégiens troubadours, les sopranos Simone Rainville, Ève et Claire Gagnier et plusieurs autres célébrités de l’époque. Pendant 3 ans, de 1954 à 1956 inclusivement, ces nombreuses apparitions sont une révélation pour le public de tout le Québec. La radio prend le relais dès la fin des années 1950, alors que la station CHRC de Québec diffuse hebdomadairement, et ce pendant 6 ans, un bref concert de la Musique du R22eR. L’émission porte le titre de Je me souviens.
En 1961, Armand Ferland succède à Edwin Bélanger. Juste avant son départ, ce dernier avait mis sur pied le Concert sous les étoiles, que son successeur reprend à son compte en divers endroits du Québec en 1962, pour finalement en faire un évènement annuel dans l’enceinte de la Citadelle de Québec pour les décennies à venir. En novembre 1963, la Musique du R22eR se fait entendre dans la nouvelle grande salle de la Place des Arts, à Montréal, inaugurée deux mois plus tôt. Un an plus tard, elle entre dans la modernité en enregistrant sous la baguette du capitaine Ferland, le premier d’une série de disques sous l’étiquette RCA Victor.
Sous la direction de Jean-François Pierret, en 1967, année du centenaire de la Confédération canadienne, les musiciens se produisent d’ouest en est, en plus de faire quelques apparitions lors de la « Semaine du Canada », en mai, à New York.  
Le 22 janvier 1971, la Musique du R22eR participe aux manifestations artistiques entourant l’inauguration du Grand Théâtre de Québec. L’année suivante, la Musique s’y produit de façon grandiose pour souligner son 50e anniversaire de fondation. En plus de diverses apparitions à Québec et Lévis, on la retrouve à Trois-Rivières, Montréal, Drummondville, mais également à Chypre et en Allemagne. Un livre intitulé La Musique du Royal 22e Régiment, 50 ans d’histoire, écrit par le Sergent Victor Falardeau, en collaboration avec le Sergent Jean Parent, fait un bilan glorieux de ce premier demi-siècle.
Au cours des années qui suivent, la Musique multiplie les séjours à l’étranger, particulièrement en Europe: en 1975, elle participe au Festival international des musiques militaires à Limoges, en France; un an plus tard, elle se rend en Californie, puis de nouveau en France dès 1977, aux Pays-Bas en 1980 et à Dieppe en 1982. L’année 1984 marque un autre moment fort de son histoire, avec les fêtes du 450e anniversaire de l’arrivée de Jacques Cartier et la visite du pape Jean Paul II, que la Musique accueille lors de son arrivée en terre canadienne à l’aéroport de Québec. Profitant des fêtes du 75e anniversaire du Régiment, elle traverse de nouveau l’Atlantique en 1989 pour la commémoration du 45e anniversaire du débarquement de Normandie.
Un coup de foudre s’abat toutefois sur elle en juillet 1994: à la suite d’importantes compressions budgétaires, cinq des neuf fanfares militaires du Canada, dont la Musique du R22eR, sont dissoutes. Un dernier Concert sous les étoiles marque ce triste évènement, concert qui attire quelque 15 000 spectateurs émus. Fort heureusement, trois ans plus tard, grâce à une décision ministérielle, la Musique renaît de ses cendres. Profitant de cette annonce inespérée, elle s’emploie dès 1998 à organiser un premier Festival international de Musiques militaires de Québec, évènement de grande envergure qui se tient en août, de 1999 à 2013. Dans l’intervalle, de nombreuses activités artistiques occupent ses musiciens, dont les célébrations entourant les fêtes du 400e anniversaire de la ville de Québec en 2008 et de nouveaux voyages aux États-Unis, en France, au Chili et en Allemagne.
Évoquer la Musique du R22eR, c’est penser immédiatement à la célèbre relève de la garde qu’elle accompagne au cœur de la Citadelle de Québec depuis plusieurs décennies durant la belle saison.  Encore aujourd’hui, elle est toujours active sur la scène musicale québécoise, présentant annuellement de nombreux concerts aux quatre coins de la province. Elle continue de collaborer avec de nombreux artistes renommés dont Marc Hervieux, Alexandre Da Costa, Robert Buckley et Johan De Meij, en plus de réaliser de nombreux projets avec, entre autres, l’Office national du film du Canada et l’Orchestre Symphonique de Québec. C’est tourné vers l’avenir, considérant sa riche histoire et sa tradition d’excellence, que la Musique du Royal 22e Régiment entame ce deuxième siècle tout en musique.

## Activités notables
| 1922-1972 | Évènement                                                                       | Notes                                                                                      |
| --------- | ------------------------------------------------------------------------------- | ------------------------------------------------------------------------------------------ |
| 1923      | Premier concert sur la terrasse Dufferin, Québec                                |                                                                                            |
| 1937      | Couronnement du Roi Georges VI                                                  | 12 musiciens font partie du contingent                                                     |
| 1939-45   | Concerts pour le recrutement de volontaires                                     |                                                                                            |
| 1949      | Concert d’inauguration du Colisée de Québec.                                    |                                                                                            |
| 1952      | Des musiciens accompagnent les troupes au Japon et en Corée                     | Conflit coréen                                                                             |
| 1953      | Couronnement de la Reine Élisabeth II Enregistrement de deux émissions à la BBC | Dans le cadre d'un voyage de 5 mois en Europe (Allemagne, Angleterre, Écosse)              |
| 1959-1965 | Émissions radio hebdomadaires à CHRC «Je me souviens »                          |                                                                                            |
| 1961      | Premier « Concert sous les étoiles »                                            | Le Concert sous les étoiles à la Citadelle de Québec est une tradition qui débute en 1961. |
| 1962      | Prestation pour le lancement du satellite canadien « Telstar ».                 | Émission télévisée internationale                                                          |
| 1965      | Prestation pour le lancement du satellite canadien « l’oiseau-matinal ».        | Émission télévisée internationale                                                          |
| 1967      | Festivités du centenaire de la Confédération canadienne « Semaine du Canada ».  | Tournée nord-américaine (New York, Vancouver, Victoria, Montréal, Québec)                  |
| 1969      | Tournée en France et en Allemagne                                               |                                                                                            |
| 1971      | Festival d’ouverture du Grand Théâtre de Québec                                 |                                                                                            |
| 1972      | Voyage à Chypre et en Allemagne                                                 |                                                                                            |

| 1973-1994 | Évènement                                                                                                   | Notes |
| --------- | --- | --- |
| 1975      | Festival de musique militaire de Limoges, France                                                            | |
| 1976      | Parade du Rose Bowl en Californie                                                                           | |
| 1979      | Congrès de l’Association France-Québec, Côte d’Azur                                                         | |
| 1982      | Cérémonies commémoratives                                                                                   | 35e anniversaire de la libération de la Hollande (Pays-Bas) |
| 1983      | Cérémonies commémoratives                                                                                   | 40e anniversaire du débarquement de Dieppe |
| 1984      | Accueil de la princesse Béatrice des Pays-Bas                                                               | Dans le cadre du 375e anniversaire de la Ville de Québec |
|           | Festivités de Québec 84                                                                                     | |
|           | Accueil du pape Jean-Paul II à Québec                                                                       | |
| 1985      | Tournée en Europe                                                                                           | |
| 1987      | Accueil de la Reine Élisabeth II à Québec                                                                   | Première visite officielle au Québec depuis 1964 |
| 1989      | 75e anniversaire du Royal 22e Régiment en Allemagne                                                         | |
|           | Cérémonies commémoratives                                                                                   | France- 45e anniversaire du débarquement de Normandie |
| 1994      | Cérémonie de fermeture de la base militaire de Lahr                                                         | Lahr, Allemagne. Base en opération jusqu'en 1994. |
|           | Dernier « Concert sous les étoiles ». 15 000 spectateurs approximativement disent au revoir à la Mus R22eR. | 1994 est l’année du dernier concert avant le démantèlement de la Musique du Royal 22e Régiment. Le Concert sous les étoiles sera de retour avec la Musique de 1997 jusqu'à 2011. |

| 1997-2022  | Évènement                                                          | Notes |
| ---------- | ------------------------------------------------------------------ | --- |
| 1997       | Retour de la Musique du Royal 22e Régiment                         | Après avoir été démantelée en 1994 en raison de restrictions budgétaires, la Mus R22eR est réintégrée sur la base militaire de Valcartier. |
| 1998       | Crise du verglas : visite des centres d’hébergements temporaires   | |
| 1999-2013  | Festival international de musique militaire de Québec              | |
| 2000       | Cérémonie de rapatriement du soldat inconnu à Ottawa               | |
|            | Symphonie du millénaire, Montréal                                  | |
|            | Festival de musique militaire de Nice                              | Nice, France |
|            | Premier Concert au Crépuscule au fort de Lévis                     | Le Concert au Crépuscule au fort Lévis a lieu de 2000 à 2014. Il est annulé en 2015 à cause de la pluie. En 2016, le concert a eu lieu. En 2017 et 2018, des travaux majeurs au fort Lévis ont empêché les concerts. Retour du concert en 2019 avec Alexandre Da Costa comme invité. |
| 2001       | Sommet des Amériques,Québec                                        | Parades et cérémonies d'accueil des dignitaires |
| 2002       | Tattoo militaire international de Norfolk                          | Virginie, États-Unis |
| 2005       | Festival de musique militaire, Nice                                | Nice, France |
|            | Cérémonies commémoratives                                          | 60e anniversaire de la libération de la Hollande (Pays-Bas) |
| 2006       | Tattoo militaire international de Norfolk                          | Virginie, États-Unis |
| 2007       | Tattoo militaire et défilé national, Chili                         | |
| 2008       | Soutien au Carrousel de la Gendarmerie royale du Canada, Allemagne | |
|            | Célébrations du 400e anniversaire de la Ville de Québec            | |
| 2011       | Concert au Crépuscule au fort de Lévis                             | Artistes invités, Marc Hervieux et Mario Pelchat |
| 2012       | Cérémonies commémoratives                                          | France- 95e anniversaire de la Bataille de Vimy. |
| 2013       | Festival d’été de Québec                                           | Prestation conjointe avec Les Trois accords. |
|            | Gala de l’ADISQ                                                    | Prestation conjointe avec les Trois Accords |
| 2014       | Cérémonie commémorative pour l’Afghanistan                         | La guerre la plus longue de l’histoire du Canada |
|            | Inauguration du Musée du R22eR                                     | Citadelle de Québec |
|            | Bal du 100e anniversaire du Royal 22e Régiment                     | Château Frontenac. Artiste invitée Florence K. |
|            | Concert conjoint avec l’Orchestre Symphonique de Québec            | |
|            | Prestation au Festival de Lanaudière                               | Artiste invitée: Natalie Choquette |
|            | Grands Feux Loto-Québec                                            | Hommage au 100e anniversaire du Royal 22e Régiment |
|            | Participation musicale au documentaire «Je me souviens »           | Documentaire réalisé par l’ONF pour souligner les 100 ans d'histoire du Royal 22e Régiment. |
| 2015       | Cérémonies commémoratives                                          | Pays-Bas- 70e anniversaire de la libération de la Hollande. |
| 2016       | Sunset Cérémonie                                                   | Collège militaire Royal de St-Jean |
| 2016, 2019 | Festival de Lanaudière                                             | Prestation avec le violoniste Alexandre Da Costa. |
|            | Événemenent Con Forza                                              | Prestation avec Gregory Charles. |
| 2017       | Création de l'Hymne international des clubs de golf royal          | Commissionné par le Lieutenant-gouverneur du Québec , Créé par la Mus R22eR le 12 septembre 2017,. |
|            | France, Cérémonies commémoratives                                  | France- 100e anniversaire de la Bataille de Vimy. |
|            | Festival classique des Hautes-Laurentides                          | Prestation avec le violoniste Alexandre Da Costa. |
|            | Jeux Invictus                                                      | Cérémonies,23 au 30 septembre 2017, Toronto . |
|            | Cérémonies commémoratives                                          | 100e anniversaire de la Bataille de Passchendale, Belgique |
| 2018       | Festival international de musique militaire de Paris               | |
| 2019       | Tournée du quintette de cuivres                                    | Kuujjuaq, Québec. Première présence de la Mus R22eR dans le grand-nord québécois. |
|            | Cérémonies commémoratives                                          | Italie- 75e anniversaire de la Campagne d’Italie, OP Distinction . |
| 2020-2021  | Prestations virtuelles Enregistrements                             | Durant la pandémie internationale de Covid-19, la Mus R22eR enregistre des prestations diffusées sur les réseaux sociaux |
| 2022       | 100e anniversaire de la Mus R22eR                                  | |

## Directeurs musicaux
| Directeurs musicaux              | Dates                  | Directeurs adjoints (Sergent-Major) | Dates     |
| -------------------------------- | ---------------------- | ----------------------------------- | --------- |
| Capitaine Charles O’Neill        | 1922-1937              | B/Sgt R.W. Arthur                   | 1922-1939 |
| Capitaine Edwin-Bélanger         | 1937-1961              | B/Sgt A. Masse                      | 1939-1942 |
| Capt Armand Ferland              | 1961-1965              | B/Adjuc Philippe Di Mario           | 1942-1962 |
| Major Jean-François Pierret      | 1965-1978              | B/Adjuc Lucien Picard               | 1962-1969 |
| Major Charles-Auguste Villeneuve | 1978-1980              | Adjuc Jacques Gauthier              | 1969-1986 |
| Capitaine Jean-Pierre Montminy   | 1980-1982              | Adjuc Patrice McLean                | 1986-1990 |
| Capitaine Alain Dion             | 1982-1986              | Adjuc Lucien Gaudreault             | 1993-1994 |
| Capitaine Denis Bouchard         | 1986-1990              | Adjuc Laval Labbé                   | 1997      |
| Major Denis Bernier              | 1990-1994 et 1997-2002 | Adjuc Marc Vigneault                | 1997-2004 |
| Major Jacques Destrempes         | 2002-2008              | Adjuc Réjean Blais                  | 2004-2008 |
| Major Patrick Picard             | 2008-2012              | Adjum Viateur St-Gelais             | 2008-2012 |
| Major Éric Gagnon                | 2012-2016              | Adjum Daniel Keels                  | 2012-2015 |
| Capitaine Christian Richer       | 2016-2018              | Adjum Bruno Drolet                  | 2015-2019 |
| Capitaine Vincent Roy            | 2018-                  | Adjum François Métivier             | 2019-     |

## Enregistrements
| Date | Titres                   | Notes                                                         |
| ---- | ------------------------ | ------------------------------------------------------------- |
| 1964 | Je me souviens, RCA      |                                                               |
| 1974 | La Citadelle             |                                                               |
| 1978 | Concert sous les étoiles |                                                               |
| 1982 | Heritage of the March    |                                                               |
| 1999 | Vers l’avenir            |                                                               |
| 2002 | En avant…marches         | Marches militaires                                            |
| 2007 | En avant…la musique      |                                                               |
| 2014 | La Musique en concert    |                                                               |
| 2018 | Kaléidoscope             |                                                               |
| 2018 | Un                       | conjointement avec la Musique des Voltigeurs de Québec        |
| 2018 | Rouge                    |                                                               |
| 2019 | Fêtes                    | Disque de Noël                                                |
| 2022 | Mosaïque                 | Pour le 100e anniversaire de la Musique du Royal 22e Régiment |